# Cláudia Abreu

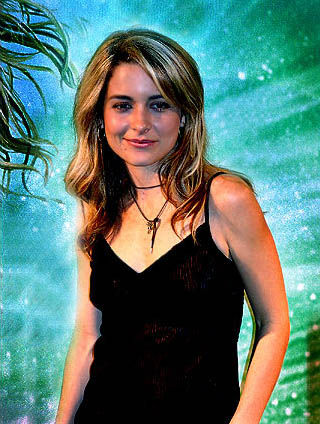
Cláudia Abreu

Cláudia Abreu Fonseca (tiếng Bồ Đào Nha: [ˈklawdʒɐ aˈbɾɛw]; sinh ngày 12 tháng 10 năm 1970) là một nữ Diễn viên người Brazil. Cô kết hôn với nhà sản xuất phim người Brazil José Henrique Fonseca.

## Thành tựu

### Phim ảnh
- 1996 - Tieta do Agreste - (Cacá Diegues)
- 1997 - Four Days in September (O que É Isso, Companheiro?) - (Bruno Barreto)
- 1997 - Guerra de Canudos - (Sérgio Rezende)
- 1997 - Ed Mort - (Alain Fresnot)
- 2001 - O Xangô de Baker Street - (Miguel Faria, Jr.)
- 2003 - The Man of the Year (José Henrique Fonseca)
- 2003 - The Middle of the World - (Vicente Amorim)
- 2008 - Os Desafinados - (Walter Lima, Jr.)

### Truyền hình
- A Lei do Amor - Heloísa Martins Bezerra (Helô)
- Geração Brasil - Pamela Paker
- Cheias de Charme - Chayene (Jociléia Imbuzeiro Migon)
- Três Irmãs - Dora Jequitibá Áquila
- Belíssima - Vitória Rocha Assumpção / Vitória Güney Moura
- Celebridade - Maria Laura Prudente da Costa
- O Quinto dos Infernos - Amélia de Leuchtenberg
- Brava Gente - "O diabo ri por último" - Mulher do Zé
- Força de um Desejo - Olívia Xavier
- Labirinto - Liliane
- Pátria Minha - Alice Proença Pelegrini Laport
- Anos Rebeldes - Heloísa Andrade Brito
- Barriga de Aluguel - Clara Ribeiro
- Que Rei Sou Eu? - Princess Juliette
- Fera Radical - Ana Paula Flores
- O Outro - Zezinha
- Hipertensão - Luzia